# شمشاد رسمی
شمشاد رسمی(نام علمی: Euonymus japonicus) نام یک گونه از تیره گوشوارکیان است.